# Cantó de Barra de las Cevenas
El cantó de Barra de las Cevenas és un cantó francès del departament del Losera, a la regió d'Occitània. Està enquadrat al districte de Florac, té 8 municipis i el cap cantonal és Barra de las Cevenas.

## Municipis
- Barra de las Cevenas (chef-lieu)
- Bassurèls
- Cassanhaç
- Gabriac
- Moleson
- Lo Pompidor
- Senta Crotz de Valfrancesca
- Sent Julian d'Arpaon